# Poyntzpass
Poyntzpass è un villaggio sul confine tra la Contea di Armagh e la Contea di Down nell'Irlanda del Nord. Si trova all'interno dell'area del distretto di Armagh. Nel censimento del 2001 la popolazione contava 1.987 persone.
Il villaggio copre le townland di Tullynacross, Brannock, Federnagh e Loughadian. Ci sono cinque luoghi di culto cristiani, una chiesa cattolica, una chiesa irlandese, una chiesa presbiteriana, una chiesa battista e una chiesa indipendente; 3 pub e 2 scuole elementari.

## Società

### Evoluzione demografica
Il censimento del 29 aprile 2009 disse che la popolazione di Poyntzpass contava 2197 persone divise come segue:
- 24.0% sotto i 16 anni e il 19.5% sopra i 60;
- 50.4% di uomini e il 49.6% di donne; e
- 26.6% di religione cattolica, il 71.9% di religione protestante.

## Storia
Storicamente è uno dei pochi punti di attraversamento di una palude che si estende per 40 km da Lough Neagh a Carlingford Lough, seguendo il corso del canale creato dal ghiacciaio preistorico dal la città deriva la seconda parte del suo nome. La prima metà deriva dal Colonnello Charles Poyntz.
Il passo che dà il nome alla città è una città che si trova su una strada principale a sud a cui fu dato quel nome dopo che il Tenente Charles Poyntz da Gloucestershire difese la zona da Hugh O'Neill III Conte di Tyrone nel 1598.
Dal "Dizionario topografico d'Irlanda" di Samuel Lewis, del 1837:
"POYNTZPASS, o FENWICK'S PASS, una piccola città, in parte della parrocchia di AGHADERG, baronia di Upper Iveagh, contea di Down, ma principalmente della parrocchia di Ballymore, baronia di Lower Orior, contea di Armagh e provincia dell'Ulster, 2¾ miglia (S.W.) da Loughbrickland; ospita 660 abitanti, del quale numero, 88 sono della contea di Down. Questo luogo era in precedenza un passaggio attraverso paludi e boschi, dalla contea di Down a quella di Armagh, e dalla contea di O'Hanlons a quella di Magennises: il suo nome deriva dall'importante posizione militare che fu costretta ad un'azione disperata del Tenente Poyntz, dell'Esercito inglese, che con poche truppe, combatté contro un numerosi soldati di Tyrone, dopo questa azione fu premiato con 2000m² in questa baronia: ci sono alcuni resti del suo castello. A Drumbanagher ci sono le vestigia della trincea che circonda il forte principale del Conte di Tyrone, durante la sua guerra contro la Regina Elisabetta. Il Passo-Poyntz è ora uno dei luoghi più fertili e belli di questa parte del paese. A sud del Castello di Drumbanagher, c'è la bella residenza del Tenente Colonnello Maxwell Close, costruita in stile italiano, con un grande portico di fronte; sulla sommità della città si trova la Acton House, l'elegante residenza di Dobbs; non lontano da Union Lodge, di W. Fivey, in una bellissima proprietà terriera, circondata dalle acque di Lough Shark. La parte della città nella contea di Armagh fu costruita nel 1790, da Mr. Stewart, l'allora proprietario, che procurò una sovvenzione di un mercato e una fiera; il primo non fu mai stabilito, ma la seconda si tiene ogni primo sabato del mese è grande e molto attesa, si vende molto bestiame e molte pecore. La città comprende 116 case nella via principale, intersecata da un'altra strada più piccole. Contiene una delle chiese del distretto di Acton, un piccolo edificio pulito in stile inglese, con un campanile sul fronte a est, costruito nel 1789, e allargato di molto nel 1829."
Una volta c'era anche un castello. I suoi resti erano visibili fino alla metà del diciannovesimo secolo, ma oggi non ci sono tracce, tranne che per la strada chiamata Castle Corner che si incrocia con William Street.
La città diede i natali a William Hare (XIX secolo) uno degli "Assassini di West Port".

## Infrastrutture e trasporti
Poyntzpass si trova sulla linea ferroviaria principale che collega Belfast e Dublino e ha una stazione della Northern Ireland Railways. La stazione ferroviaria di Poyntzpass fu aperta il 6 gennaio 1862..
Il Newry Canal che scorre attraverso Poyntzpass segue il confine di Armagh/Down ed è uno dei più antichi canali di Britannia e Irlanda. Tuttavia, non ha mai realmente rispettato la sua promessa di portare l'industria e la prosperità, ed è da tempo abbandonato. Il suo livello più alto si trova a 1,6 km dal villaggio sul Lough Shark.

## Educazione
- Poyntzpass Primary School
- Saint Joseph and Saint James's Primary School